# PGC 2865
LEDA/PGC 2865 ist eine Spiralgalaxie vom Hubble-Typ Sc im Sternbild Andromeda am Nordsternhimmel. Sie ist rund 234 Millionen Lichtjahre von der Milchstraße entfernt. Die Galaxie ist Mitglied der NGC 252-Gruppe oder LGG 12.